# Грдина, Адам
А́дам Грди́на (словац. Adam Hrdina; родился 12 февраля 2004, Нова-Баня) — словацкий футболист, вратарь клуба «Слован (Братислава)».

## Клубная карьера
Футбольную карьеру начал в академии клуба «Нитра». В 2020 году стал игроком академии клуба «Слован (Братислава)». 14 мая 2022 года дебютировал в Суперлиге Словакии в матче против клуба «Середь», проведя на поле все 90 минут и сохранив свои ворота «сухими».

## Карьера в сборной
Выступал за сборные Словакии до 16, до 19 и до 20 лет.

## Достижения
«Слован» Братислава
- Чемпион Словакии: 2021/22